# Ematurga virilis
Ematurga virilis är en fjärilsart som beskrevs av Otto Staudinger 1915. Ematurga virilis ingår i släktet Ematurga och familjen mätare. Inga underarter finns listade i Catalogue of Life.